# Eesti Jääpalliliit
Eesti Jääpalliliit är det styrande organet för bandy och rinkbandy i Estland. Huvudkontoret ligger i Kurtna. Förbundet var från början tillsammans med landhockey. Eesti Maahoki ja Jääpalli Liit grundades 2001 och blev medlem i Federation of International Bandy 2002.